# روحانية بيئية
تربط الروحانية البيئية بين علم البيئة والروحانية، وتجمع بين الدين والنشاط البيئي. عُرِفت الروحانية البيئية باعتبارها «مظهرًا للارتباط الروحي بين البشر والبيئة». خلقت الألفية الجديدة والأزمة البيئية الحديثة الحاجة لدين وروحانية قائمين على البيئة. يفهم بعض ممارسي ودارسي الروحانية البيئية على أنها نتيجة لرغبة الناس في التحرر من مجتمع استهلاكي ومادي. انتُقدت الروحانية البيئية لكونها مصطلحًا يغطي على مفاهيم مثل البيئة العميقة والنسوية البيئية ودين الطبيعة.
يمكن أن يأتي مناصرو هذه الحركة من مجموعة من العقائد ومنها: الإسلام واليانية والمسيحية (الكاثوليكية والأنجليكانية والمسيحية الأرثوذكسية) واليهودية والبوذية والتقاليد الفطرية. بالرغم من أنه يمكن أن تختلف العديد من ممارساتهم ومعتقداتهم، فهناك زعم رئيسي يشتركون فيه ألا وهو: هناك «بُعد روحاني للأزمة البيئية الحالية». وفقًا للأخت المناصرة للبيئة فيرجينيا جونز: «الروحانية البيئية هي عن مساعدة الناس في خوض تجربة «المقدس» في العالم الطبيعي وفي التعرف على علاقتهم كبشر بالخلق كله».
تأثرت الروحانية البيئية بأفكار البيئة العميقة التي تتميز ب «تقدير القيمة الأصيلة في كل الكائنات الحية واستخدام هذه النظرة في تشكيل السياسات البيئية». تشير إلى العلاقات بين علم البيئة ودراسة علم النفس مثل علم النفس البيئي. الروحانية المعتمدة على الأرض مصطلح آخر مرتبط بالروحانية البيئية، الأمر متعلق بالتقاليد الدينية الوثنية والعمل الذي قامت به مناصرة النسوية البيئية الرائدة ستارهاوك. تشير الروحانية البيئية إلى تداخل الحدس والوعي الجسدي فيما يتعلق بنظرة علائقية تربط بين البشر والكوكب.

## الأصل
يرجع تاريخ الروحانية البيئية إلى العلاقة بين الروحانية والبيئة. يقول بعض العالمون أنها «تنسال من فهم علم الكونيات أو قصة نشأة الكون». هناك عدة قصص تحكي عن أصل كيفية بدء العلاقة الروحية بين الناس والبيئة. هناك قصص عديدة متميزة في الفلسفة الأمريكية الأصلية تتناول كيف نشأت الروحانية. وهناك موضوع مشترك في عدد منها وهو مناقشة الروح العظيمة التي تعيش في الكون وتمثل الأرض حضورها.
برزت الروحانية البيئية أيضًا كرد فعل على مادية واستهلاكية العالم الغربي، المتميزة بأزمة الكونيات على حد وصف عالم اللاهوت البيئي توماس بيري. تجادل العالمون أن المنظور الحديث معتمدًا على العلم ومركزًا على نفس الإنسان بينما يعتبر كل شيء آخر خارجيًا، ما أدى إلى زوال العالم الميتافيزيقي وفقد الكون سحره. لذلك تنشأ الروحانية البيئية كرد على توكيد المادية والانفصال الغربي عن البيئة إذ تعتبر البيئة مجموعة من موارد المواد ذات قيمة نفعية بالمقام الأول.

## أزمة بيئية
نمت شعبية الروحانية البيئية بسبب الحاجة لإعادة فهم علاقة الإنسان بالبيئة. تشير مصطلحات مثل أزمة بيئية وتغير المناخ والاحتباس الحراري إلى مشكلة عالمية قائمة يجب حلها. يشير مصطلح الأزمة البيئية إلى تدمير النظام البيئي للأرض. ما يتضمنه هذا هو نقاش جدلي للغاية في الأوساط العلمية والسياسية. نواجه التلوث في احتياجاتنا الأساسية (الماء والهواء) بالإضافة إلى نضوب موارد هامة أبرزها الموارد الغذائية.  
يشير أنيت فان شالكويك إلى الأزمة البيئية باعتبارها «من صنع الإنسان». يمكن القول أنها نتيجة «نظرة عالمية ميكانيكية ورأسمالية». إن كانت من صنع الإنسان أو حدث طبيعي كما يجادل البعض، فإن البشر لا يساعدون. يلعب تلوث الموارد ونضوبها دورًا رئيسيًا في الأزمة البيئية. دمج الدين في الأزمة البيئية أمر جدلي بسبب الانقسام بين الدين والعلم.  الروحانية البيئية على استعداد للاعتراف بالعلم مع العمل جنبًا إلى جنب مع الدين لجعل البيئة كيانًا مقدسًا في حاجة للحماية.
تؤكد ماري إيفلين على أهمية الدين وعلم البيئة فيما يتعلق بالاستدامة. تتغير مفاهيم الاستدامة بسبب الأزمة البيئية. ويمكن أن يساهم كل من الدين وعلم البيئة والطريقة التي يعيش الناس بها الروحانية البيئية في تغيير مفهوم الاستدامة.

## البحث في الروحانية البيئية
دُرست الروحانية البيئية من قبل الأكاديميين كي يتمكنوا من استنتاج تعريف أوضح لما يطلق عليه الأفراد الروحانية البيئية والإطار الذي يمكنهم وضع التعريف فيه. ركزت إحدى الدراسات على الممرضين الشاملين الذين يصفون مهنتهم بأنها ذات طبيعة روحية بالأساس وإحساس بأهمية البيئة. أجرى الباحثون دراسة ظاهرية إذ قيموا وعي الممرضين الروحي البيئي. ومن أجل غرض الدراسة، عرّفوا الوعي الروحي البيئي باعتباره «الوصول إلى وعي عميق بعلاقة المرء البيئية الروحية». ثم حددوا نتائجهم في خمسة مبادئ للوعي البيئي الروحاني وهي:  الرعاية والسكن والتبجيل والترابط والإحساس.
- عُرّفت الرعاية بأن «تكون يقظًا وواعيًا» مع «تأمل ذاتي عميق».[17]
- عُرف السكن بأنه «عملية أن تكون مع ما هو مرئي وغير مرئي».[17]
- عُرف التبجيل بأنه «إعادة اكتشاف لغز الحاضر الموجود في الخلق كله فهو شعور مجسد بالمقدس» مركزًا على الأرض.[17]
- عُرف الترابط بأنه «العلاقة العضوية مع الكون».[17]
- عُرف الإحساس بأنه «شعور بالمعرفة».

نظرت دراسة أخرى إلى التأثيرات الطبية للروحانية البيئية من خلال جعل المرضى المصابين بمرض من أمراض القلب والأوعية الدموية يمارسون «التأمل البيئي» ويكتبون عن تجاربهم بشكل يومي. بدأ الباحثون بسؤال بحثي يقول: «ما هو جوهر تجربة تأمل الروحانية البيئية في مرضى القلب والأوعية الدموية؟» من خلال تحليل مدخلات الدفتر اليومية للمشاركين، استخلص الباحثون أربع موضوعات رئيسية للتأمل الروحاني البيئي: الدخول في منطقة زمنية جديدة والصحوة البيئية وإيجاد إيقاع جديد وخلق بيئة علاجية.
- وصف الباحثون الدخول في منطقة زمنية جديدة بتمدد الزمن أثناء التأمل.
- وصف الباحثون الصحوة البيئية بفتح أعين المشاركين على آفاق لم يلاحظوها من قبل.[19]
- وصف الباحثون إيجاد إيقاع جديد بعلاقات محسنة مع عائلاتهم وأصدقائهم وزملائهم وحتى مع حيواناتهم الأليفة.
- ووصفوا خلق بيئة علاجية بارتفاع الوعي إذ أصبحوا على دراية بالخيارات التي لديهم فيما يتعلق بنوع النوايا والطاقة التي أرادوا إخمادها في بيئتهم.[20]

ما قاد البحث هو هدف رفع الوعي بين متخصصي الرعاية الصحية عن الروحانية البيئية والأهمية الطبية لكل من الوعي الذاتي والبيئي. أظهر دليل قولي حدوث انخفاض في ضغط الدم. لكن احتلت الفوائد النفسية للتأمل البيئي النصيب الأكبر من تركيز الباحثين.